# Османські експедиції в Ачех

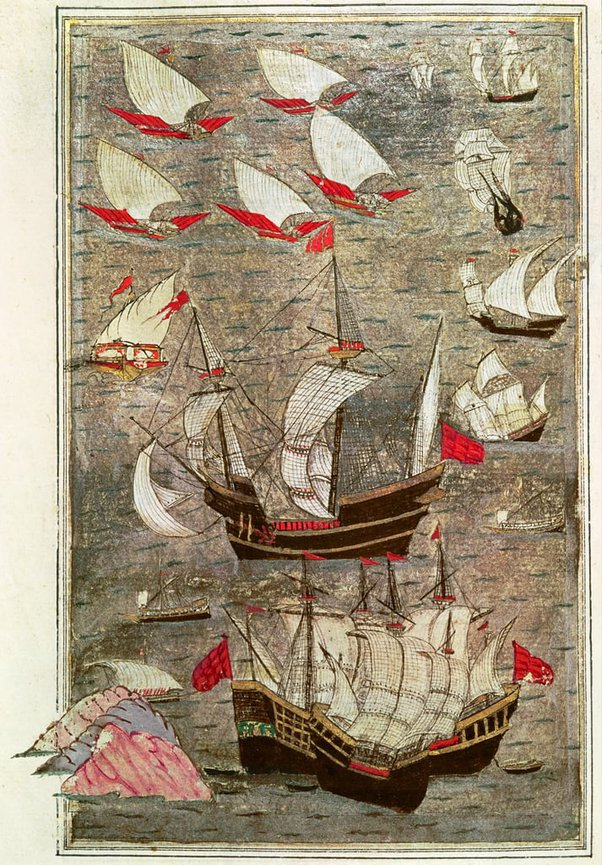
Османський флот в Індійському океані в XVI столітті.

Османські експедиції в Ачех — морські експедиції османського флоту, які розпочались біля 1565 року, коли Османська імперія намагалася підтримати султанат Ачех у його боротьбі проти бази Португальської імперії в Малакці. Експедиції відбулися після того, як ачехський султан Алауддін аль-Кахар  надіслав до османського султана Сулеймана I в 1564 році (а, можливо, ще в 1562 році) посланника з проханням про надання підтримки Османської імперії в боротьбі Ачеху проти португальської експансії в Південно-східній Азії.

## Османсько-ачехські відносини
Неформальний Османсько-ачехський союз існував принаймні з 1530-х років. Султан Алауддін (1539—1571) прагнув розвивати ці відносини як з метою вигнання португальців з Малакки, так і задля розширення власної влади на Суматрі. Відповідно до звітів, написаних португальським адміралом Фернаном Мендесом Пінту, в складі флотилії, що прибула до Ачеха в 1539 році разом із суахілі з різних міст-держав на узбережжі Суахілі, сомалійцями з Могадішо, синдцями з Дебалу та Татти, гуджаратцями з Сурату і близько 200 малабарськими моряками з князівства Джанджира, прибули також біля 300 османів (включно з єгиптянами).
Після посольства в 1562 році Ачех, схоже, вже отримав підкріплення від Османської імперії, що дозволило йому наростити свої можливості та завоювати султанати Ару і Джохор у 1564 році.

## Османські експедиції
Посольство 1564 року до Константинополя було відправлено султаном Алауддіном аль-Кахаром. У своєму посланні до Османської Порти, султан Ачеха називає османського правителя Халіфом (очільником) ісламського світу.
Після смерті Сулеймана Пишного в 1566 році, його син Селім II наказав відправити кораблі в Ачех. З османським флотом було відправлено солдат, зброярів та інженерів разом із достатніми запасами зброї та боєприпасів. Перший флот, підготовлений для відправки в Ачех складався з 15 галер, оснащених артилерією, але його довелося спрямувати на боротьбу з повстанням в Ємені. Зрештою, у 1566—1567 роках до Ачеху прибули лише два османські кораблі, але за ними послідували інші численні флоти та вантажі. Першу експедицію очолював Куртоглу Хизир-реїс. Ачехці розрахувались з османам за поставки перлами, діамантами та рубінами. У 1568 році ачехці взяли в облогу Малакку, хоча османи, здається, не брали в цьому безпосередньої участі. Схоже, однак, що османи змогли поставити канонирів для кампанії, але не змогли забезпечити більше через османське вторгнення на Кіпр, що тривало в цей час і повстання в Адені.
Османи навчили ачехців відливати власні гармати, деякі з яких досягали значних розмірів. Ремесло виготовлення такої зброї поширилося по всій острівній Південно-Східній Азії. Відомими центрами виготовлення гармат стали Макасар, Матарам, Ява, Мінангкабау, Малакка, Бруней тощо. Багато з цих рідкісних гармат були в подальшому захоплені європейськими колонізаторами. Дзвони кількох голландських церков в Ачеху були виготовлені з перелавлених османських гармат. Деякі з цих дзвонів досі несуть османський герб, що спочатку був розміщений на гарматних стволах. До початку XVII століття Ачех мав близько 1200 бронзових гармат середнього розміру та близько 800 інших видів зброї, таких як вертлюжні гармати з казенним зарядженням і аркебузи.

## Наслідки

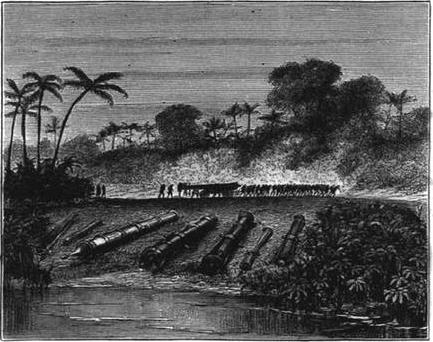
Османські та ачехські гармати, демонтовані після завоювання голландцями Ачеха в 1874 році. Ілюстровані лондонські новини.

Експедиції призвели до посилення обміну між Ачехом та Османською імперією у військовій, комерційній, культурній та релігійній сферах. Наступні ачехські правителі продовжили ці обміни з Османською імперією, і кораблям Ачеху, схоже, було дозволено плавати під османським прапором.
Відносини між Ачехом та Османською імперією становили серйозну загрозу для португальців і не дозволили європейцям захопити монопольне торгове положення в Індійському океані. Ачех був головним комерційним супротивником для португальців, особливо під час правління Іскандара Муди, який мав добре оснащений арсенал з 1200 великих гармат і 800 вертлюжних гармат і мушкетів, та, можливо, контролював більший обсяг торгівлі прянощами, ніж португальці. Португальці намагалися знищити торговельну Ачехсько-Османсько-Венеційську вісь для власної вигоди. Португальці розробили плани нападу на Червоне море і Ачех, але вони провалилися через брак військових ресурсів в Індійському океані.
Коли в 1873 році на Ачех напали голландці, султанат намагався для свого захисту скористатись умовами своєї угоди з османами, яка визначала султанат як васала Османської імперії. Проте ці претензії були відхилені західними державами, які побоювалися створення прецеденту. Ачех знову попросив військове підкріплення в османів, але флот, призначений для допомоги, був спрямований до Ємену, щоб придушити там повстання зейдів.